# Каменець (заказник)
Камене́ць — лісовий заказник місцевого значення в Україні. Розташований у межах Косівського району Івано-Франківської області, на захід від села Старі Кути. 
Площа 184 га. Стасус надано згідно з розпорядженням облдержадміністрації від 15.07.1996 року № 451. Перебуває у віданні ДП «Кутське лісове господарство» (Кутське лісництво, кв. 24). 
Заказник розташований у долині потоку Каменець (ліва притока Черемошу), який бере початок серед південно-східних відногів Хоминського хребта (Покутсько-Буковинські Карпати). Долина потоку місцями каньйоноподібна, з виходами флішових сланцевих порід. На стрімких схилах зростають букові ліси, у домішку — модрина європейська, смерека, береза. 
Флора урочища багата й різноманітна. Трапляються види, занесені до Червоної книги України: коручка пурпурова та широколиста, булатка довголиста тощо. Є цінна популяція реліктових видів папоротей — листовик сколопендровий, багаторядник шипуватий та багаторядник Брауна. 
Найбільшу цінність має унікальна популяція судинних рослин — рутвиця смердюча та дев'ятисил осотовий, характерні для степової зони України. В Українських Карпатах це наразі єдине відоме місцезростання цих рослин. Крім того, тут виявлений типовий степовий вид: осока низька, а також регіонально рідкісні види: відкасник Біберштейна, дзвоники сибірські, наскельні угруповання самосилу гайового. 
У 2010 р. увійшов до складу національного природного парку «Гуцульщина». 